# Greffier du Conseil privé
Le Greffier du Conseil privé est le chef de la fonction publique fédérale canadienne.